# Yoshio Aramaki
Yoshio Aramaki (荒巻義雄, 12 avril 1933 - ) est un écrivain japonais, écrivain SF, écrivain raisonneur et un critique. Il était un propriétaire de la galerie (jusqu'en 2016). Son vrai nom était Kunio Aramaki (荒巻邦夫), mais plus tard, il a changé pour Yoshimasa Aramaki (荒巻義雅).
Aramaki est bien connu dans ses séries des romans de "bataille imaginaire / histoire alternative". Par exemple, le série Konpeki no Kantai et le série Yōsai sont bien connues. Il est un membre de l’Association japonaise des artistes littéraires,, du Club des artistes SF et fantaisie au japon (le SFWJ, Science Fiction and Fantasy Writers of Japan), et de l’Association des haïkus modernes. Il a également été professeur au Collège des femmes Seishū de 1993 à 1997, (Université internationale de Sapporo, depuis 1997).

## Biographie
Né à Otaru, préfecture de Hokkaidō,. Il est diplômé du Sapporo minami lycée de Hokkaidō. Aramaki est diplômé du département de psychologie du premier département de littérature du Université Waseda en 1958. Il travaille comme éditeur dans une maison d'édition, mais en 1962 il retourne à Sapporo pour succéder à son entreprise familiale. Après cela, Aramaki est diplômé du département de génie civil du faculté d'ingénierie du collège junior de Hokkai gakuen universitéen en 1964. Il obtient la qualification de architecte de deuxième classe. Il devient le directeur représentant de la société Hokken-shōji en 1965.
Il dirige le magazine coterie SF "CORE" de 1965 à 1967. En 1970, Aramaki présente sa critique "Théorie de romans par Kunst" (術の小説論, Jutsu no shousetu-ron). Après cela, il publie le court roman "Ōinaru shōgo (le Grand midi)" (大いなる正午) à "Magazine S-F" et fait son début en tant qu'écrivain et critique.

## Prix
- 1972 Prix Seiun (de court roman Japonais), pour Shirakabe no moji wa yūhi ni haeru (白壁の文字は夕日に映える)[11],[7]
- 2012 Prix littéraire Hokkaidō Shimbun (division de poésie), pour poésie Gaikotsu hantō (骸骨半島)[7].
- 2012 Médaille au ruban bleu foncé (紺綬褒章)[7]
- 2013 Prix de l'art de Sapporo (札幌芸術賞)[7]
- 2023 Grand prix Nihon SF, pour SF-suru shikō, Aramaki Yoshio hyōron shūsei (SFする思考 荒巻義雄評論集成)[12]

## Œuvres

### Romans
Remarque: /col/ indique qu'un livre est une collection de courts romans.
- Shirakabe no moji wa yūhi ni haeru /col/ (白壁の文字は夕陽に映える) 1972-04 Hayakawa Publishing (ja:早川書房)[13]
- Shiroki hi tabidateba fushi (白き日旅立てば不死)[14] 1972-12 Hayakawa Publishing[13]
- Kūhaku no Jūjika (空白の十字架)[15] 1975-05 Shodensha (祥伝社)[13]
- Toki no ashibune /col/ (時の葦舟) 1975-07 Bunka Shuppankyoku (文化出版局)[13]
- Ōgon mayu no nemuri (黄金繭の睡り)[16] 1976-09 Tokuma Shoten (徳間書店)[13]
- Tenjo no misshitsu (天女の密室)[17] 1977-11 Jitsugyo no Nihon Sha (実業之日本社)[13]
- Aru hareta hi no Wien wa mori no naka ni tatazumu /col/ (ある晴れた日のウイーンは森の中にたたずむ) 1980-08 Kodansha (講談社) [13]
- Shinsei-dai (神聖代) 1978-05 Tokuma Shoten (徳間書店)[13]
  - Version anglaise: The Sacred Era 2017-06 University of Minnesota Press[13]
- Kami naru eien no kaiki (神鳴る永遠の回帰)[18] 1978-09 Tokuma Shoten[13]
- Yawarakai tokei /col/ (柔らかい時計)1978-11 Tokuma Shoten[19],[13]
- Uchū nijūgo-ji /col/ (宇宙25時) 1978-12 Tokuma Shoten[19],[13]
- Shinshū byakuma-den - Klein no tsubo no kan (神州白魔伝 九来印之壺の巻)[20] 1979-01 Kisotengai Sha (ja:奇想天外社)[13]
- Solomon no hihō (ソロモンの秘宝)[21] 1980-07 Tokuma Shoten[13]
- Megami-tachi no gogo - Aoi tabi no sakuhin-shū /col/ (女神たちの午後―青い旅の作品集) 1980-12 Kadokawa shoten[13]
- Abandandero no kai-kikai /col/ (アバンダンデロの快機械) 1981-03 Kadokawa shoten[13]
- Walpurgis no yoru /col/ (ヴァルプルギスの夜) 1981-07 Kadokawa Shoten /bunko/[13]
- Satsui no Myōō (殺意の明王)[22] 1981-11 Yuraku Shuppan (有楽出版)[13]
- Castrovalva /col/ (カストロバルバ) 1983-12 Chūōkōron Sha ja:中央公論社[13]
- Faust jidai (ファウスト時代) 1982-11 Kodansha[13]
- Mū tairiku no shihou(ムー大陸の至宝)[23] 1984-02 Kadokawa Shoten[13]
- Yoshitsune maihō densetsu satsujin jiken (義経埋宝伝説殺人事件)[24]	1985-10 Kodansha[13]
- Kodai Kagome-zoku no inbō (古代かごめ族の陰謀)[25] 1985-10 Tokuma Shoten[13]
- Niseko yōsai 1986 partie 1 - Rishiri-Rebun tokkō-hen (ニセコ要塞1986 [1] - 利尻・礼文特攻篇)[26] 1986-07 Chuokoron Sha[13]
- Sei-Stefan jiin no kane no ne wa (聖シュテファン寺院の鐘の音は)[14] 1988-05 Tokuma Shoten
- Nekosenshi chō D-kyū keikaku (猫戦士超Ｄ球計画) 1989-06 Tairiku Shobo (ja:大陸書房)[13]
- Sarutobi Sasuke : Kishu densetsu no kan - tanjō-hen (猿飛佐助 貴種伝説の巻 誕生編)[27] 1998-10 Kadokawa Shoten[13]
- Konpeki no kantai 1 Unmei no kaisen (紺碧の艦隊 1 運命の開戦)[28] 1990-12 Tokuma Shoten[13]
- Chōgen kairō - Atlantis taisen 1 (超弦回廊 アトランティス大戦 1)[29] 2003-04 Chuokoron Sha[13]
- Mohaya uchū wa meikyū no kagami no yōni (もはや宇宙は迷宮の鏡のように) 2017-07 Sairyu Sha (ja:彩流社)[14],[30],[13]

#### Romans courts
- Ōinaru shōgo (Le grand midi) (大いなる正午)
- Aru hareta hi no Wien wa mori no naka ni tatazumu(ある晴れた日のウイーンは森の中にたたずむ)
- Yawarakai tokei (Soft clocks) (柔らかい時計)
- Shirakabe no moji wa yūhi ni haeru (白壁の文字は夕陽に映える)

### Séries des romans
- Séries de Yousai (要塞シリーズ)
- Séries de Kantai (艦隊シリーズ)
  - Séries de Konpeki no kantai 1–20 (紺碧の艦隊シリーズ)
  - Séries de Kyokujitsu no kantai 1–16 (旭日の艦隊シリーズ)
- Séries de Teikoku no hikari (帝国の光シリーズ)
- Séries de Sarutobi Sasuke (猿飛佐助シリーズ)
- Séries de Big wars (ビッグウォーズシリーズ)
- Séries de Kuuhaku (空白シリーズ)

### Critique
- Simulation shōsetsu no hakken (シミュレーション小説の発見) 1994-12 Chuokoron Sha (中央公論社)[13]

### Essais
- Maboroshi bunmei no tabi ou Genbunmei no tabi (幻文明の旅) 1986-09 Tokuma Shoten[13]

### Livre de poésie
- “Gaikotsu hantō"’’ - Aramaki Yoshio daiichi shishū (骸骨半島－荒巻義雄第一詩集, Péninsule de squelette) Publication privée 2011-08 /Yoshio sōsho 3/

## Collection complète d'œuvres Meta-SF
Collection complète et standard d'œuvres Meta-SF d'Aramaki Yoshio (定本荒巻義雄メタSF全集, Teihon Aramaki Yoshio Meta-SF Zenshū) éditées et compilées par Takayuki Tatsumi + Yūji Miura (巽孝之＋三浦祐嗣) 2014-11 à 2015-05 :
- Volume 1 : Yawarakai tokei' (柔らかい時計) 2015-05 Sairyū Sha (彩流社)
- Volume 2 : Uchū 25 ji (Uchū nijū-go ji) (宇宙25時) 2015-02 Sairyū Sha
- Volume 3 : Shiroki hi tabidateba fushi (白き日旅立てば不死) 2014-11 Sairyū Sha
- Volume 4 : Sei-Stefan jiin no kane no ne wa (聖シュテファン寺院の鐘の音は) 2014-12 Sairyū Sha
- Volume 5 : Toki no ashibune (時の葦舟) 2015-01 Sairyū Sha
- Volume 6 : Shinsei-dai (神聖代) 2015-03 Sairyū Sha
- Volume 7 : Castrovalva/Gothic (カストロバルバ／ゴシック) 2015-04 Sairyū Sha
- Volume supplémentaire : Gaikotsu hantō, Hanayome, etc. (骸骨半島 花嫁他) 2015-01 Sairyū Sha

## Œuvres adaptées en films d'animation
- Séries de Kantai (艦隊シリーズ)
  - Séries de Konpeki no kantai (紺碧の艦隊シリーズ)
  - Séries de Kyokujitsu no kantai (旭日の艦隊シリーズ)
- Big Wars (1993)

## Œuvres traduites autres que le japonais
- (en) The Sacred Era (神聖代, Shinsei-dai, roman)
- (en) Soft clocks (柔らかい時計, Yawarakai tokei, roman court)